# Kōichi Homma
Kōichi Jeffrey Homma (jap. 本間 ジェフリー 光一, Homma Jefurī Kōichi; * 7. August 1985 in der Präfektur Tokio) ist ein japanischer Eishockeyspieler, der seit 2009 bei den Tohoku Free Blades in der Asia League Ice Hockey unter Vertrag steht und seit 2011 als Leihspieler für die China Dragon spielt.

## Karriere
Kōichi Homma begann seine Karriere als Eishockeyspieler im Amateurteam X-united. Anschließend unterschrieb er einen Vertrag bei den Tohoku Free Blades, die in der Saison 2009/10 ihren Spielbetrieb in der Asia League Ice Hockey aufnahmen. In dieser erzielte der Verteidiger in seinem Rookiejahr im professionellen Eishockey in 34 Spielen zwei Tore. Zudem erhielt er acht Strafminuten. In der Saison 2010/11, welche aufgrund des Tōhoku-Erdbebens vorzeitig beendet wurde, gewann er mit seiner Mannschaft erstmals den Meistertitel der Asia League Ice Hockey.

## Erfolge und Auszeichnungen
- 2011 Asia-League-Ice-Hockey-Meister mit den Tohoku Free Blades

## Asia-League-Statistik
(Stand: Ende der Saison 2011/12)